# Десюдепорт

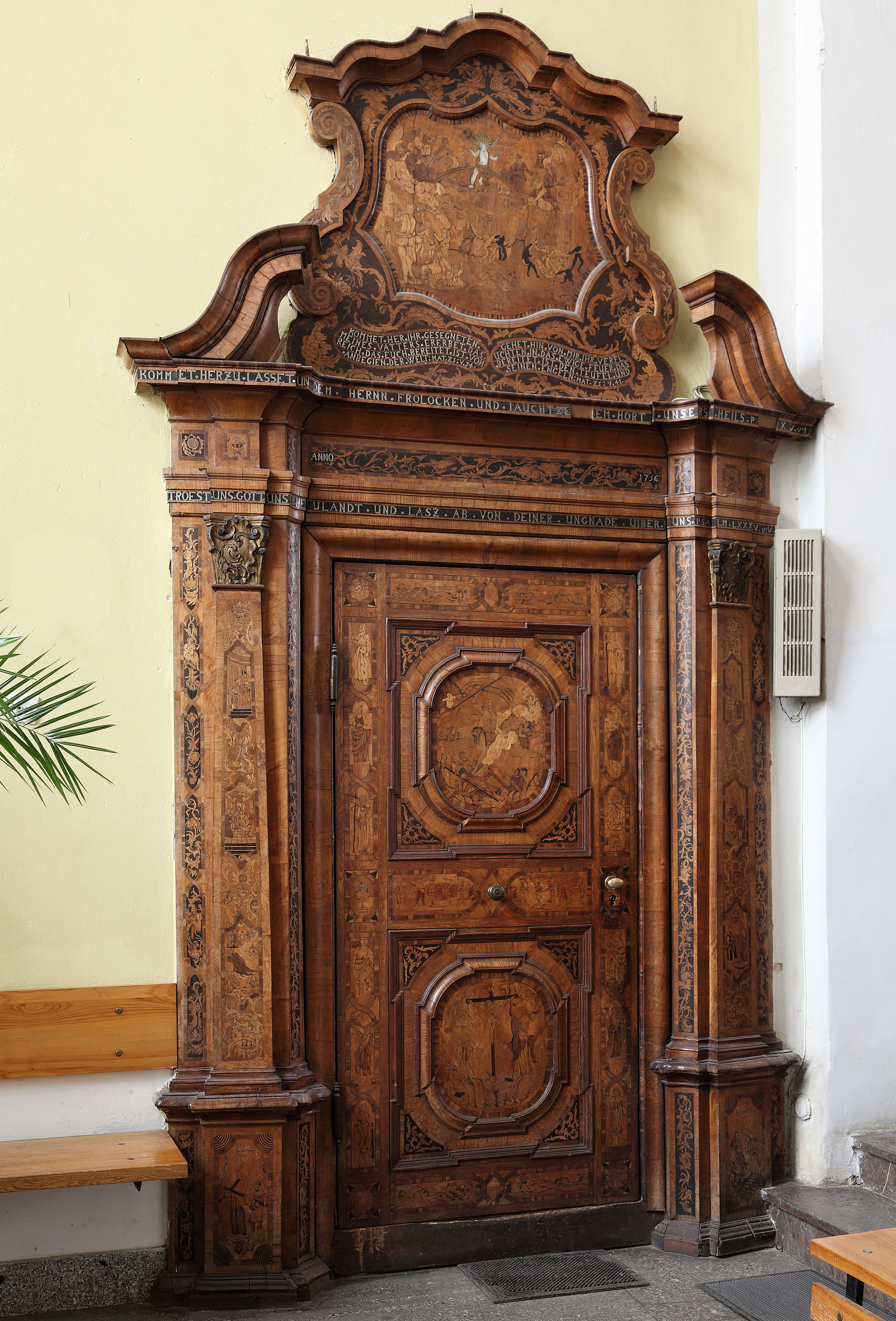
Бароковий десюдепорт

Десюдепо́рт (фр. dessus de porte — «над дверима») — панно, що розташоване над дверима (зазвичай живописне або скульптурне). Десюдепорти широко застосовувалися в оздобленні парадних інтер'єрів у Європі епохи бароко.
Як характерний архітектурний елемент бароко набув широкого поширення в XVII — XVIII столітті; парадні інтер'єри палаців цього періоду майже завжди мають у своєму складі десюдепорт. Часто зустрічаються в інтер'єрах класицизму та періоду еклектики, надалі використання цього елементу стає рідкісним. У сучасній архітектурі не застосовується, хіба що мова йде про стилізацію.

## Галерея

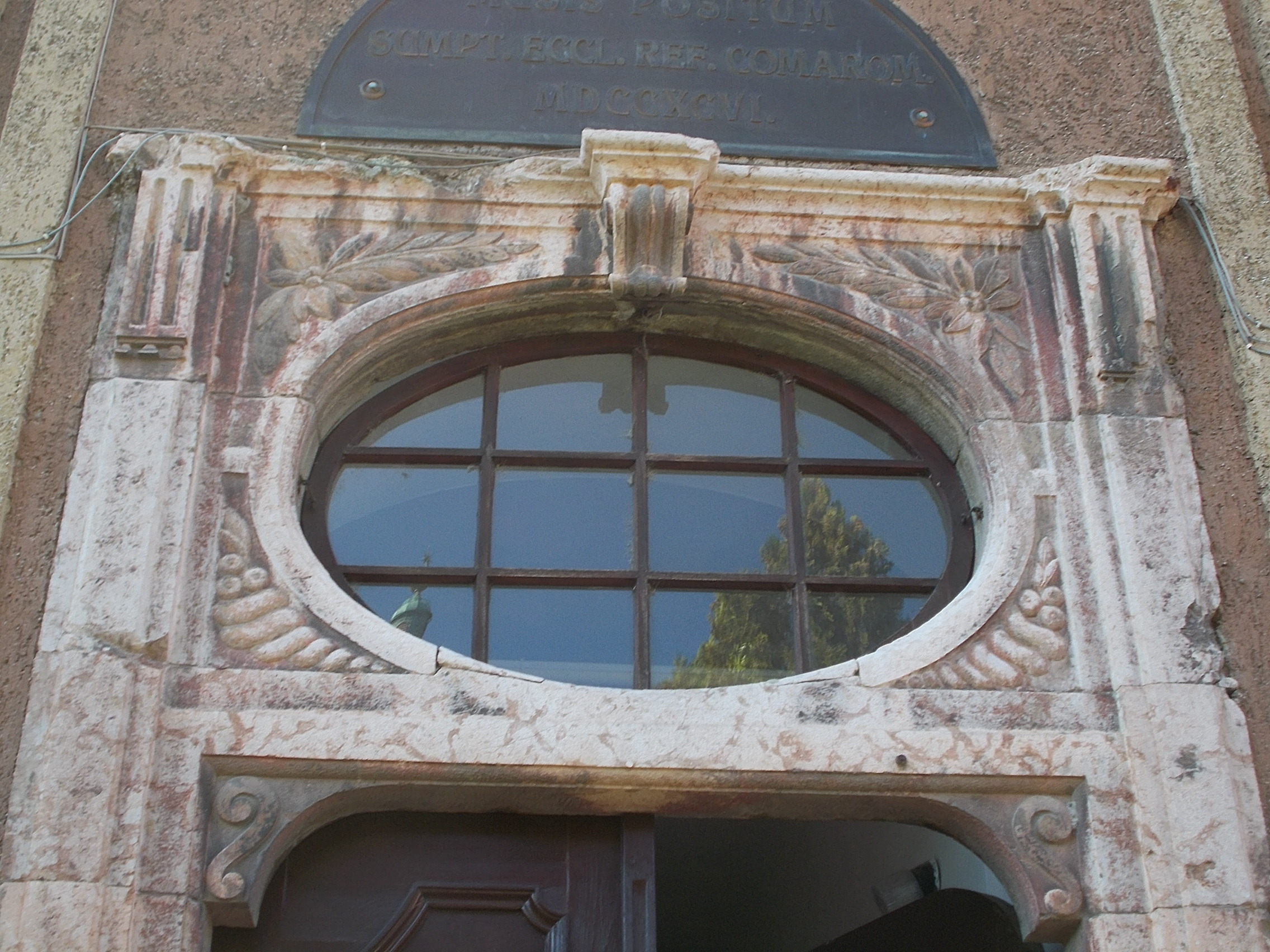
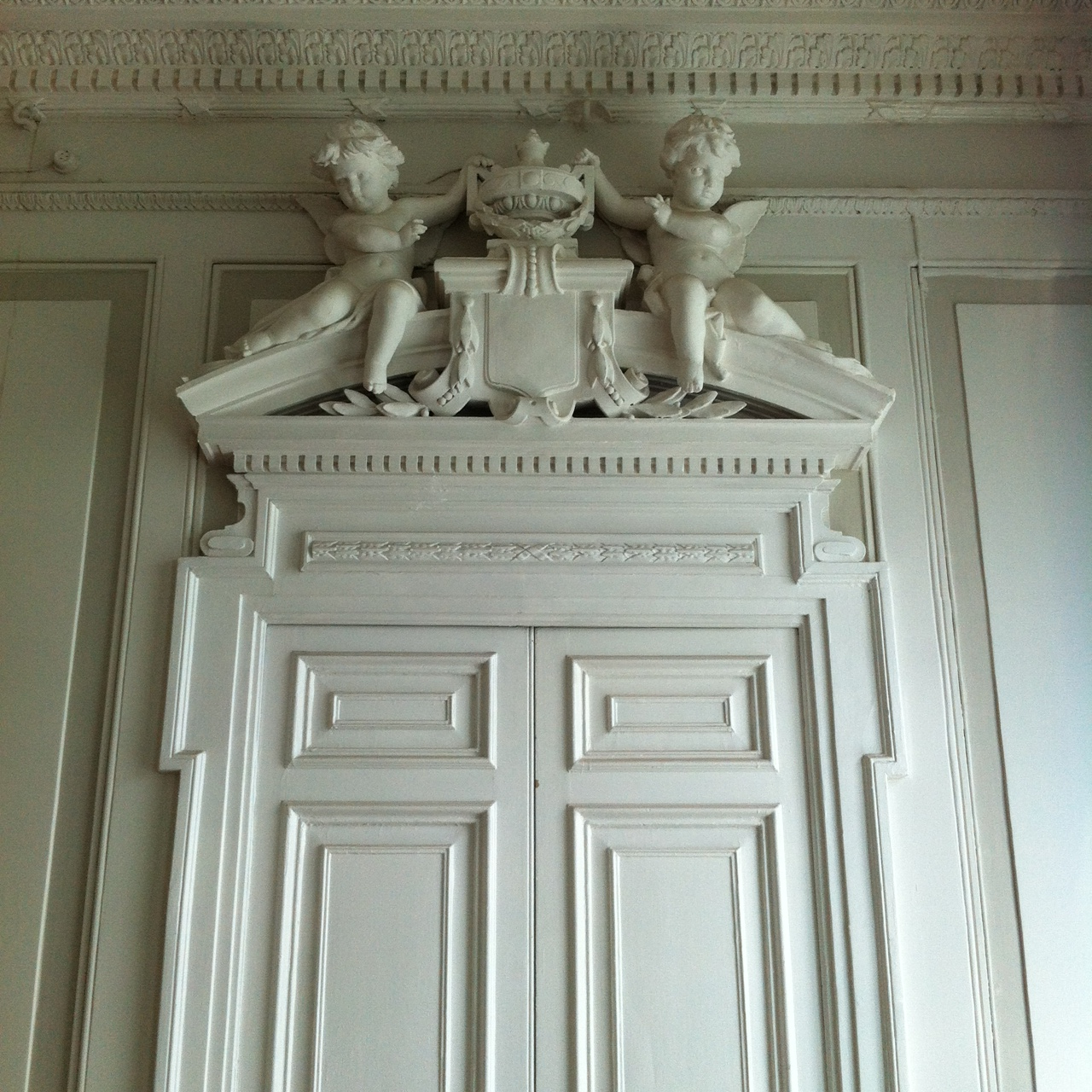
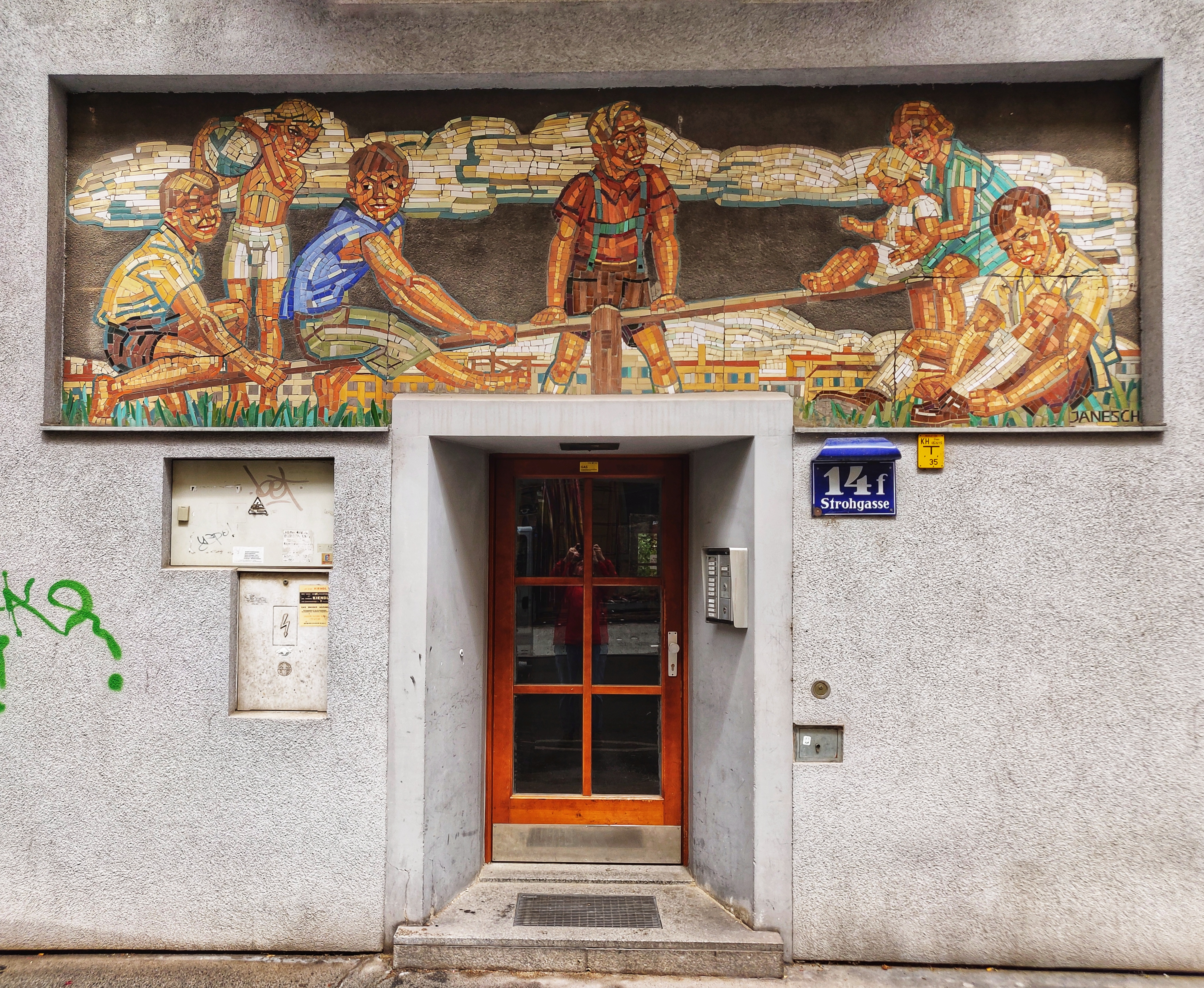
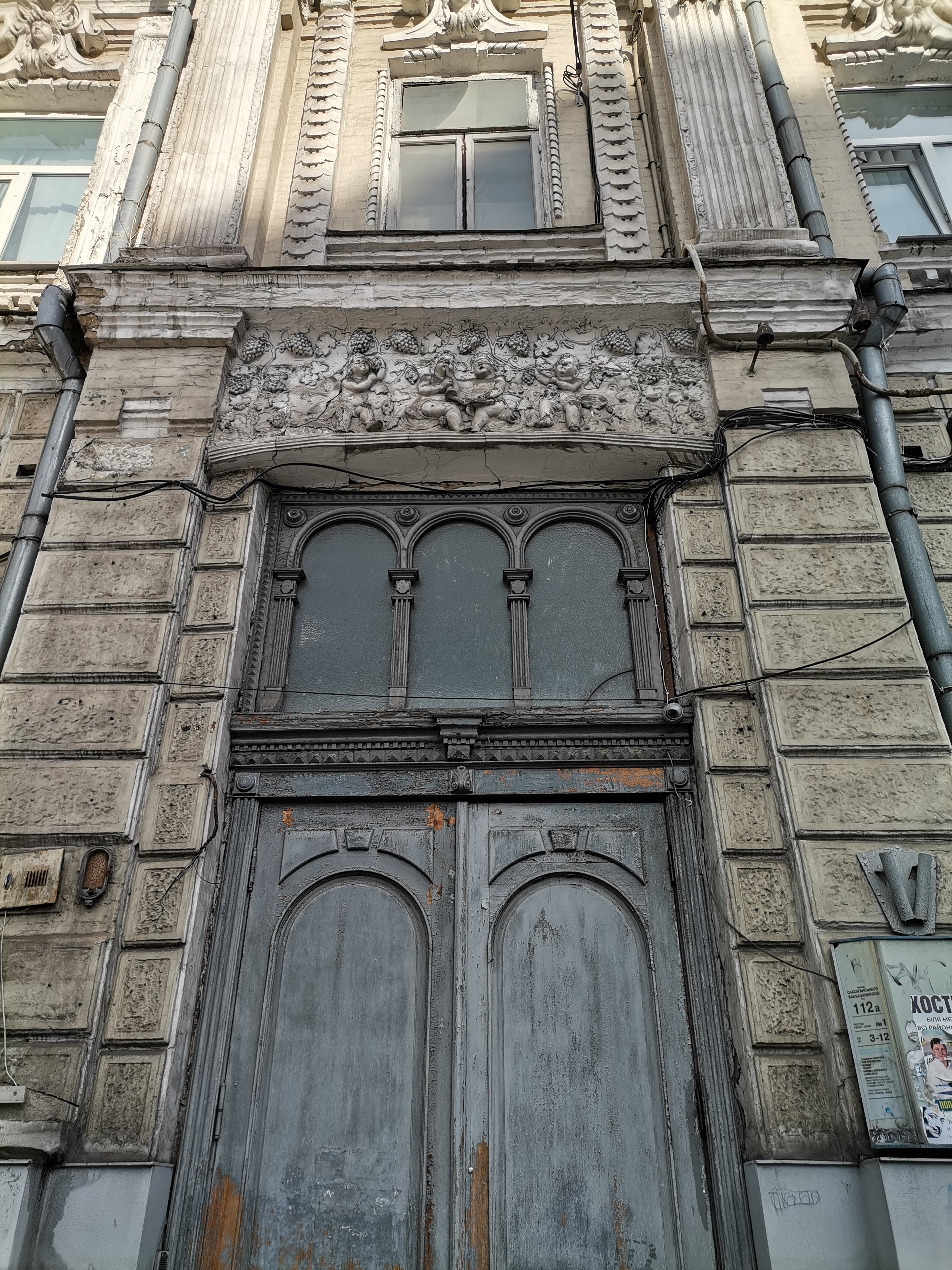
Садиба на вулиці Саксаганського 112